# Open Directory Project
Open Directory Project (ODP, DMOZ od directory.mozilla.org) – wielojęzyczny, otwarty katalog stron WWW, działający w latach 1998 – 2017, prowadzony i utrzymywany na serwerach koncernu AOL (obecnie część Verizon Media), ale stworzony i utrzymywany przez społeczność edytorów (redaktorów) wolontariuszy. 

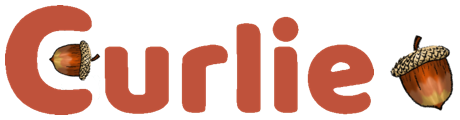

DMOZ został zamknięty 17 marca 2017 z powodu wycofania się wsparcia ze strony AOL. 
We wrześniu 2017 nieedytowalny mirror pojawił się pod adresem dmoztools.net i została zapowiedziana, a po jakimś czasie uruchomiona kontynuacja projektu w pełnej wersji pod nazwą Curlie w domenie curlie.org. Oprócz tego istnieje drugi nieedytowalny mirror strony ODP, który pojawił się w czerwcu 2018 pod adresem odp.org.

## Zawartość i dostęp do katalogu
Ideą projektu było stworzenie obszernego, bezpłatnego i stale rozwijanego katalogu stron WWW, w którym każdy wpis jest sprawdzony i opisany przez człowieka (przewodnie hasło ODP brzmi „humans do it better”, czyli „Ludzie robią to lepiej”). Tak redagowany katalog pod względem liczby opisanych stron WWW nie może wygrać z automatycznymi wyszukiwarkami, takimi jak np. Google, ale zawarte w nim opisy są zgodne z faktyczną treścią stron i znajdują się w odpowiednich kategoriach tematycznych. Katalog był więc użyteczny przy wyszukiwaniu nie jednej konkretnej strony, lecz najbardziej przydatnych stron związanych z pewnym tematem lub zawierających interesujące treści.
Aktualność katalogu poprawiały automatyczne mechanizmy – takie jakie robozilla, które systematycznie przeglądały kategorie i zaznaczały wpisy zdezaktualizowane, na przykład w wyniku zniknięcia danej strony.
W sierpniu 2011 katalog zawierał około 5 milionów stron w około 1 milionie kategorii, utworzonych i obsługiwanych przez blisko 92 tysiące redaktorów.
W kategorii World:Polski, grupującej strony opublikowane w języku polskim w 2014 skatalogowanych było ponad 63 tysiące stron.
Dostęp do katalogu, jak i zgłaszanie propozycji wpisów było bezpłatne, a jego zawartość była udostępniana w postaci aktualizowanego co tydzień pliku w formacie opartym na RDF na zasadach wolnej licencji ODP, zbliżonej do typowych licencji Open Content, np. GNU FDL.
Niektóre wyszukiwarki i portale pobierały co pewien czas zawartość ODP i włączały ją we własne katalogi. Do lipca 2011 na bazie danych ODP oparty był Katalog WWW Google. Wpisanie strony do ODP powodowało więc, że po jakimś czasie trafiała ona wraz z odpowiednim opisem do wielu liczących się wyszukiwarek. Na stronach katalogu ODP nie było żadnych reklam i projekt działał na zasadach non-profit.

## Redaktorzy i hierarchia katalogu
Redaktorem w ODP mógł zostać każdy chętny, musiał jednak w swym wniosku wykazać, że posiada kwalifikacje potrzebne do prowadzenia danej kategorii. Na początku redaktorzy uzyskiwali zwykle prawo redagowania niewielkich kategorii (zalecany był na początek dział, który ma mniej niż 100 stron). Redaktorów obowiązywała swoista etyka – nie wolno im było promować stron, z którymi są osobiście związani, nie mogli odmawiać wpisów do przydzielonych im kategorii bez dobrego uzasadnienia, powinni redagować wpisy możliwie jak najbardziej obiektywnie.
Uprawnienia poszczególnych redaktorów były zróżnicowane. Redaktor szerszej kategorii (np: World: Polski: Nauka i edukacja) miał dostęp do wszystkich kategorii w niej zawartych np. World: Polski: Nauka i edukacja: Chemia. Najlepsi redaktorzy mieli prawo redagowania całego katalogu, a cieszący się największym zaufaniem (metaredaktorzy) – prawo przyznawania innym uprawnień, a w razie naruszania przez redaktora zasad etycznych ODP, współdecydowania o odbieraniu uprawnień oraz o zasadach działania całego katalogu. W sierpniu 2004 większość zadań zespołu etatowego ODP została przekazana wybranym metaredaktorom, zwanym adminami. W marcu 2008 uprawnienia administratorów uzyskało kolejnych siedmiu metaredaktorów.
Struktura kategorii tworzona była przez samych redaktorów. Każdy redaktor mógł tworzyć nowe podkategorie w obrębie redagowanej przez siebie kategorii. Zmiany nazw i przenoszenie kategorii musiały być uprzednio uzgodnione i mogły być wykonywane tylko przez redaktorów z odpowiednimi uprawnieniami. Miejscem uzgadniania takich zmian było głównie Forum Redaktorów, do którego dostęp mieli wyłącznie redaktorzy ODP.
Katalog ogólny składał się również z dwóch „podkatalogów”. Jednym z nich był dział Adult gromadzący strony tylko dla dorosłych. Wejście do tej części nie było możliwe przez linki w katalogu ogólnym, tak aby zapobiec możliwości przeglądania przez dzieci. Innym był dział Kids and Teens, mający na celu stworzenie najlepszego katalogu ze stronami dla dzieci i młodzieży.

## Historia ODP
ODP powstało z inicjatywy dwóch hakerów Richa Skrenty i Boba Truela, którzy w 5 maja 1998 roku utworzyli otwarty katalog o nazwie Gnuhoo (co pochodzi od zbitki słów GNU i Yahoo). Skrenta i Truel skontaktowali się z Chrisem Tollesem, który piastował stanowisko menedżerskie w Sun Microsystems. Nazwa projektu została po proteście FSF zmieniona na Newhoo. Pod koniec 1998 roku Newhoo zostało sprzedane firmie Netscape za 1 milion USD, która udostępniła zawartość katalogu w oparciu o licencję Open Content, zmieniając jednocześnie nazwę na ODP-DMoz. W 2000 roku firmę Netscape kupiła AOL, która w 2001 roku połączyła się z Time Warner w koncern AOL Time Warner, która utrzymywała serwery projektu i jest właścicielem jego oprogramowania. Wiele funkcji ODP realizowanych było przez działające na osobnych serwerach wolne oprogramowanie pisane przez redaktorów.
Główny serwer ODP uległ poważnej awarii około 20 października 2006. Dostęp redakcyjny do katalogu i wprowadzanie w nim zmian stało się możliwe ponownie 18 grudnia 2006. Długa przerwa w działalności redakcyjnej stała się powodem ożywionej debaty na temat przyszłości katalogu. AOL ogłosiło zamiar jego reformy i poprawienia funkcjonalności oraz użyteczności.
17 marca 2017 katalog DMOZ został ostatecznie zamknięty po 19 latach działalności.

## Podobne, konkurencyjne katalogi
Konkurencyjne katalogi można podzielić na trzy grupy:
- katalogi komercyjne, należące do konkretnych firm – takie jak Yahoo! Directory(inne języki), czy polski katalog Onetu,
- katalogi niekomercyjne ogólne
- katalogi niekomercyjne specjalistyczne, z których część jest prowadzona przez grupy redaktorów ODP – takie jak MusicMoz.

Od sierpnia 2004 Wikipedia wymieniana była w stopce ODP jako bratni, otwarty zasób.